# Obra (flod)
Obra er en flod i det vestlige Polen, en biflod til Warta-floden (i Skwierzyna , med en længde på 171 kilometer og et afvandingsareal på 2.760 km2. Floden er populær blandt kano- og kajak- entusiaster, og der findes en etableret kanosti.

## Flodens løb
Flodens kilde er nær Jarocin, og den løber ud i floden Warta i byen Skwierzyna. Obra løber gennem flere andre byer som Krzywin, Kościan, Zbaszyn, Trzciel, Miedzyrzecz, Bledzew og Skwierzyna. Floden løber også gennem flere søer.

## Kanosejlads
Obra er en populær flod til kano- og kajaksejlads. Kanoturene begynder normalt fra Zbaszyn. Derfra går floden gennem vildmarksområder. Kanoturen er ikke særlig svær, med undtagelse af et par vanskelige steder, hvor væltede træer kan udgøre en forstyrrelse. Obra betragtes almindeligvis som en sikker flod for begyndere.

## Flora og fauna
Obra-floden har en rig flora og fauna. Her vokser flere arter af orkideer. I området omkring Obra vokser bl.a. soldug, daphner sammen med mere end 200 mosarter og et lige så stort antal svampe. Langs floden vokser stræk af eg, bøg og skovfyr.
Obra er også et vigtigt levested for fugle. Der er over 150 arter i området. Nogle af de vigtige fugle, der findes her, er havørn, fiskeørn, kongeørn, stor skallesluger, sort stork, sortspætte og engsnarre. Sumpskildpadder lever også i Obras farvande. Over 40 arter af pattedyr strejfer rundt i området omkring Obra, herunder bæver, odder, hjorte, grævlinger, harer og vildsvin. Fiskearter fundet i Obra omfatter havkat, bækørred, stalling, søørred, powan, barbel og laks.